# 鳥取県立米子西高等学校
鳥取県立米子西高等学校（とっとりけんりつ よなごにしこうとうがっこう, Tottori Prefectural Yonago Nishi High School）は、鳥取県米子市大谷町にある公立の高等学校。

## 概要
歴史
1906年（明治39年）に開校した「私立米子女学校」を前身とする。高等女学校を経て、1948年（昭和23年）の学制改革で新制の女子高等学校となる。翌1949年（昭和24年）に統合により、現校名の「鳥取県立米子西高等学校」となり男女共学を開始した。2011年（平成23年）に創立105周年を迎えた。
設置課程・学科
全日制課程 普通科
校訓
「英知・情熱・礼節・協力」
教育方針
すぐれた知性・豊かな情操・強い意志を持ち、民主的で自律的な人間を育み、地域や社会の期待にこたえる創造性豊かな人材を育成する。
校章
十文字に組み合わせた桜の葉の中央に咲き薫る花を配し、上に向かった一枚の葉は英知、右に向かった一枚は若き情熱、左にあるのは礼節、さらに下の葉は協力をそれぞれ示し、それらの総合された美しさを中央の花に託している。
校歌
旧仮名遣いの歌詞であるが、1987年（昭和62年）、新校舎移転と創立80周年を記念して制定されたもので、比較的新しい。3代目のもの。
同窓会
「翠会」（みどりかい）と称している。

## 歴史
女学校・高等女学校時代
- 1906年（明治39年）4月1日 - 地元有力者の坂口平兵衛によって寄付された加茂町の土地に「私立米子女学校」が開校。
  - 本科（修業年限4年）と選科（修業年限3年）を設置。
- 1907年（明治40年）5月1日 - 西伯郡に移管され「西伯郡立西伯高等女学校」に改称。
- 1909年（明治42年）4月1日 - 県立移管により、「鳥取県立米子高等女学校」に改称。
- 1910年（明治43年）5月3日 - 錦町に新校舎が完成し、移転を完了。
- 1931年（昭和6年）11月22日 - 創立20周年を記念して校歌（初代）を制定。
- 1947年（昭和22年）4月1日 - 学制改革（六・三制の実施、新制中学校の発足）
  - 高等女学校の生徒募集を停止。
  - 新制中学校を併設し（名称:鳥取県立米子高等女学校併設中学校、以下・併設中学校）、高等女学校1・2修了者を新制中学2・3年生として収容。
  - 併設中学校はあくまで経過措置として暫定的に設置されたため、新たに生徒募集は行われず、在校生が2・3年生のみの中学校であった。
  - 高等女学校3・4年修了者はそのまま高等女学校に在籍し4・5年生となる（4年修了時点で卒業することもできた）。

新制高等学校
- 1948年（昭和23年）4月1日 - 学制改革（六・三・三制の実施）により高等女学校が廃止され、新制高等学校「鳥取県立米子第二高等学校[1]」（女子校）が発足。
  - 高等女学校卒業生（5年修了者）を新制高校3年生、高等女学校4年修了者を新制高校2年生、併設中学校卒業生（3年修了者）を新制高校1年生として収容。
  - 併設中学校は新制高校に継承され（名称:鳥取県立米子第二高等学校併設中学校）、在校生が1946年（昭和21年）に高等女学校へ最後に入学した3年生のみとなる。
- 1949年（昭和24年）
  - 3月31日 - 併設中学校を廃止（旧制4・5年から新制3年への修業年限の移行が完了）。
  - 4月1日 - 高校三原則に基づく鳥取県内公立高等学校の再編が行われる。
    - 鳥取県立米子工業高等学校を統合し、普通科・家庭別科・工業科を有する総合制高等学校「鳥取県立米子西高等学校」（現校名）が発足。男女共学を開始。
- 1953年（昭和28年）
  - 4月1日
    - 工業科が分離し、鳥取県立米子工業高等学校として独立。
    - 鳥取県立米子東高等学校から家庭科が移管される。
    - 鳥取県立米子東高等学校との普通科学区制を撤廃。
- 1954年（昭和29年）2月10日 - 校歌（二代目）を制定。
- 1987年（昭和62年）
  - 3月25日 - 錦町校舎の閉校式を挙行。
  - 4月6日 - 現在地に校舎が完成し、移転を完了。
  - 6月12日 - 校歌（現校歌・三代目）を制定。
- 1988年（昭和63年）1月29日 - 生徒合宿所（同窓会館）が完成。
- 1994年（平成6年）4月1日 - 家政科を生活文化科に改編。
- 2001年（平成13年）4月1日 - 生活文化科の募集を停止し、鳥取県立米子南高等学校に移管。普通科に4コース（人文科学・数理科学・健康科学・普通）を設置。
- 2003年（平成15年）3月31日 - 生活文化科を廃止。
- 2005年（平成17年）11月19日 - 創立100周年記念式典を挙行。記念モニュメントが完成。
- 2006年（平成18年）3月31日 - 在学生を含めコース制を廃止。
- 2008年（平成20年）3月19日 - TEAS（鳥取県版環境管理システム）Ⅱ種に認可・登録される。

## 部活動

### 運動部
- 硬式野球部
- 軟式野球部
- ソフトボール部
- サッカー部
- バスケットボール部
- バレーボール部
- ハンドボール部
- 陸上競技部
- テニス部
- ソフトテニス部
- 卓球部
- バドミントン部
- 体操部
- 柔道部
- 剣道部
- 弓道部
- 水泳部
- 応援部
- スキー部

### 文化部
- 美術部
- 箏曲部
- 放送部
- 茶道部
- 書道部
- 華道部
- 吹奏楽部
- 演劇部
- JRC部（Junior Red Cross）
- 科学研究部
- 文芸部
- 写真部
- ESS部（English Speaking Society）
- 漫画研究部
- 合唱部
- 社会問題研究部

## 著名な出身者

### スポーツ
- 仲西翔自 - プロバスケットボール選手（bjリーグ・浜松・東三河フェニックス所属） 2001年卒
- 入江聖奈 - アマチュアボクシング選手、2020年東京オリンピック女子ボクシングフェザー級金メダル 2019年卒

### 文化
- ピアニカ前田 - ピアニカ奏者　1972年卒
- 森秀樹 - 漫画家「新・子連れ狼」（週刊ポスト・小学館）の作画を担当。 1979年卒
- 浜井浩一  - 龍谷大学教授　犯罪学者　1979年卒

### 芸能
- MASAKO - 山陰放送ローカルタレント「土曜日の生たまご」出演 1987年卒
- みょーちゃん（茗荷貴史） - お笑いタレント。松竹芸能。 1994年卒
- ヤマネヒロマサ（山根太正） - 芸能事務所「ザ・森東」マネージャー、元『MARSAS SOUND MACHINE』ギタリスト、元お笑いコンビ「荒波部屋」
- 荒波部屋- お笑いコンビ。2000年解散。1994年卒
- 木村圭佑 - ダンサー 2003年卒
- イモトアヤコ（井本絢子） - お笑いタレント ・ワタナベエンターテインメント。 2004年卒
- 藤井美音 - ローカルアイドルタレント｢Chelip｣(2012年結成)のメンバーを経て2019年以降は地元にてフリーアナウンサーやタレント活動を行っている、日本のラジオパーソナリティ。2015年卒

### 放送関係
- 中村緑 - フリーアナウンサー、元山陰放送　1973年卒
- 寺田健人 - フリーアナウンサー。元大分朝日放送アナウンサー。2011年卒